# Eldorado (Berlín)

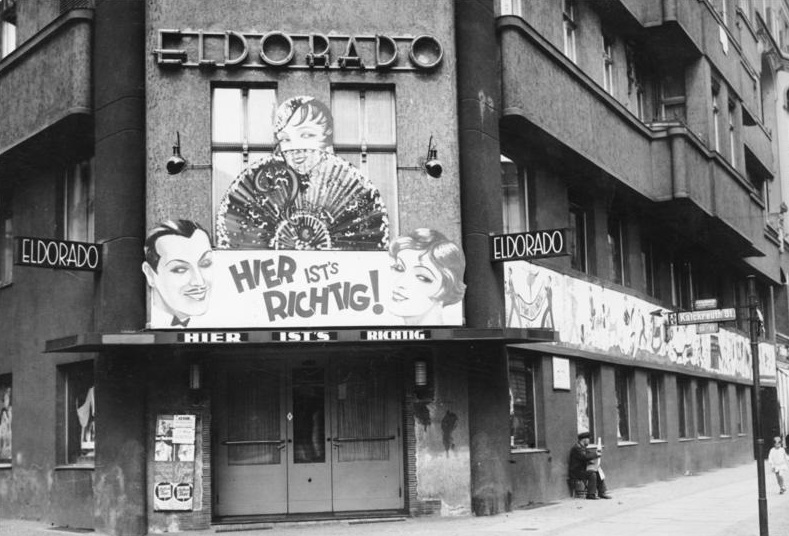
"Eldorado" en la esquina de las calles Motz y Kalckreuth.

Eldorado fue el nombre de por lo menos cinco locales de ambiente LGBT del período de entreguerras en Berlín, Alemania. Entre ellos, se encuentran dos locales legendarios de travestidos (tanto hombres como mujeres), inmortalizados por escritores y pintores. Ningún otro local tiene tantas fuentes de información y fotografías como las que existen sobre los diferentes «Eldorado».

## Los «Eldorado»
- En la Thorstraße 12 (en 2008: Torstraße con número desconocido) existía en 1848 un Eldorado. En él se realizaban de vez en cuando Concert und Ball («Concierto y baile»).[2][3]
- En la Alte Jakobstraße 60 se encontraba la pequeña Eldorado-Diele, «un hogar tranquilo para señores mayores.»[4]
- En la Kantstraße 24[4] esquina con Leibnizstraße[2] se encontraba antes de 1928[2] un Eldorado, cuya publicidad lo describía como «Encuentro del ambiente mundano [y] el más exclusivo, más elegante y más visitado de los establecimientos actuales.»[4]
- También hubo antes de 1928 un burdel Eldorado en Berlín.[5]

- En la Lutherstraße 31/32[6] (en la actualidad (2008): Martin-Luther-Straße,[7] posiblemente los números 11 y 13), enfrente del Scala, se encontraba de 1926 a 1932[2] Das Original Eldorado.[4]

- Un bloque más allá, en la esquina Kalckreuthstraße[4][8] 11 / Motzstraße[4] 15[9][2][4] (hoy (2008):[10] Kalckreuthstraße 11 / Motzstraße 24) se entraba de 1928 a 1932[2] una sucursal del Original Eldorado que también se llamaba Eldorado.[4]
- Desde 1996 se encuentra en la Motzstraße 20 esquina Eisenacher Straße el Musikbar Eldorado Berlin.[2]

## Eldorado de Lutherstraße
Por lo menos de 1900 a 1907 se encontraba en la Lutherstraße 31–32 el restaurante Auguste Victoria-Säle En la «gran sala de teatro» también se realizaban funciones.
En 1926 abrió allí sus puertas el primer Eldorado. Curt Moreck (Konrad Haemmerling) lo describe en 1931 en su Führer durch das „lasterhafte“ Berlin («Guía por el Berlín 'libertino'») como «un local de travestidos escenificado para el morbo de la metrópoli de mundo.» El programa incluía espectáculos estridentes y traviesos de transformistas y estaba dirigido a un público mayoritariamente heterosexual, que entonces como ahora «seguían su curiosidad y se atrevían a hacer una escapada al misterioso e infame Berlín.» Moreck continúa, a pesar de que él mismo estaba impulsando y era parte el turismo del voyeur con su guía de viajes y bares, comentando lo siguiente:

Un local de baile de gran estilo con un público extremadamente elegante. Esmoquin y frack y grandes trajes de noche —así se presenta la normalidad, que viene aquí a mirar—. Los actores se encuentran en grandes números. Deslumbrantes carteles atraen desde la entrada y cuadros, en los que la depravación se ríe de sí misma, decoran la entrada. En el guardarropa comienzan a desplumarte. «¡Aquí es correcto!» se lee sobre un cartel. Misterioso lema, del el que se puede interpretar cualquier cosa. Todo es fachada y sólo el desconocedor del mundo cree en su autenticidad. Incluso los travestís auténticos, que ponen a disposición de la empresa su perversión, se convierten aquí en comediantes. Entre los bailes, en los que también el normal puede darse el placer picante de bailar con un hombre afeminado vestido de mujer, hay espectáculos. Una cantante masculina canta con su estridente soprano canciones parisinas con doble sentido. Una estrella de la revista completamente aniñada bailabajo la luz de los focos en piruetas graciosamente femenina. Está desnudo a excepción de pectorales y un taparrabos e incluso esta desnudez es engañosa, hace que los espectadores se rompan la cabeza, deja dudas sobre si es un hombre o una mujer. Una de las mujeres más encantadoras y elegantes que se encuentran en la sala es a menudo el delicado Bob y hay bastantes hombres que lamentan en el fondo de sus corazones que no sea una chica, que la naturaleza les ha estafado una deliciosa amante por un error.
Curt Moreck (1931)

Los clientes que visitaban por primera vez el local eran muy curiosos e intentaban descubrir entre ellos quién era una mujer y quién un hombre. Podían comprar fichas en las que en un lado mostraban a una pareja masculina o femenina bailando. Estas se daban a los travestidos cuando se quería bailar con ellos. A la mañana siguiente estos constaban las fichas y su número era la medida de su éxito relativo entre el público.
También Ruth Margarethe Roelling cuenta en 1928 de un programa de espectáculos intenso. Desde el «muchacho bailarín Carlo», transformistas que muestran sus vestidos noche y seguidamente firman autógrafos, hasta los obligatorios «Girl's», jóvenes bailarinas profesionales que en la época no podían faltar ni en las grandes revistas, ni en el cabaré.
El Eldorado consiguió ser muy conocido poco después de su apertura, pronto también más allá de los límites de la ciudad, incluso a nivel europeo, convirtiéndose en un punto de atracción turística. Allí se mezclaba el mundo heterosexual y homosexual. Pasar una tarde en Eldorado se convirtió en una moda para la alta sociedad berlinesa. El local era visitado tanto por directores de banco y miembros del parlamento, como gente del teatro y el cine. Entre ellos se encontraban estrellas como Marlene Dietrich, a menudo con su marido Rudolf Sieber y Claire Waldoff así como Wolfgang Cordan o Anita Berber. Egon Erwin Kisch llevó a Josef Hora y Marka Majerova al local y se lo cuenta a su amiga Jarmila. También Magnus Hirschfeld era bien conocido en el local, en parte por intereses profesionales, donde le llamaban cariñosamente tía Magnesia. El autor Ferdinand Bruckner visitó Eldorado mientras trabajaba en su obra de teatro Die Verbrecher (1928), que también trataba el artículo 175, para conseguir representar la situación de los homosexuales de manera lo más realista posible.
El periodista inglés Sefton Delmer, que tenía una cierta amistad con el jefe de las SA Ernst Röhm, cuenta en sus memorias de 1962 sobre una visita de ambos a Eldorado en 1931. Lo describe como un local de baile triste y lleno de humo de tabaco. Allí se les acercó un travestido a la mesa que tomó a Demler por un chapero y a Röhm por su cliente. El travestido charló con Röhm sobre una agradable fiesta de hacía unos días. Después de irse el travestí, Delmer comentó a Röhm: «Ahí lo tiene, señor jefe de estado mayor. Ninguna mujer prostituida vendría de esa forma hacia un antiguo cliente y charlaría sobre la noche que pasaron juntos delante de un extraño.» A lo que Röhm contestó: «No soy su cliente. Soy su comandante. Es uno de mis hombres de la SA. El local preferido de Röhm era sin embargo el Schattenbild, también un local de travestidos. El que se convertiría posteriormente en político y jefe de grupo de las SA, Karl Ernst, intentó sobrevivir durante una época con diversos trabajos, entre los que se encontraba —dependiendo de al fuente— el de camarero, empleado o chapero en el Eldorado de la Lutherstraße.
Locales de este tipo eran muy criticados por una parte de la comunidad gay. Poco después de la inauguración de Eldorado, hacia el cambio de año 1926/1927, el Bund für Menschenrechte comentaba en su revista:

Los homosexuales decentes protestan enérgicamente en contra de que se les identifique con el tipo de personas que frecuentan esos locales
Das Freundschaftsblatt

## Eldorado de Motzstraße
El local de la Motzstraße se abrió en 1928 como sucursal y debía continuar la receta del éxito del original. Moreck lo describió en 1931 como más confortable que el viejo.
Desde este local proceden las tres famosas imágenes de la fachada. Una del año 1930 con el cartel «¡Aquí es correcto!» y una cabeza masculina y otra femenina, además de otras dos de febrero o marzo de 1933 (una con policía y otra sin) con carteles electorales «Elegid a Hitler. Lista 1» y banderas con la cruz gamada, que se colocaron para las elecciones al parlamento alemán de 1933. La foto sin policías apareció en la revista nazi vienesa Der Notschrei («El grito de emergencia»), en un collage de fotos de locales de homosexuales ilustrando el cierre de estos locales. En la foto con los policías se puede leer en la puerta un cartel restante que decía «Cerrado temporalmente por reformas».
En el año 2008 se encuentra en el edificio renovado una tienda de productos bio con el nombre de Speisekammer im Eldorado («La despensa de Eldorado») y en el primer piso, que por entonces pertenecía al local, una gestoría. En el año 2005 se el local estaba ocupado por una sucursal de la cadena de supermercados Plus.

## Recepción
Mientras no se indique de forma detallada o se restrinja la referencia a un año determinado no se puede determinar siempre de forma clara a que Eldorado se refieren los texto. En ambos locales colgaba el cartel «¡Aquí es correcto!». Aunque el local de la Lutherstraße llega a promocionarse bajo el nombre Das Originale Eldorado («El Eldorado original»), a menudo las descripciones corresponden precisamente al local de la Lutherstraße.
Las novelas Mr. Norris cambia de trenes (1935) y Adiós a Berlín (1939) de Christopher Isherwood transcurren en parte en Eldorado. El local también es descrito por Erika y Klaus Mann (en sus memorias), además de en Viaje a través del caos. La generación perdida de Victor Alexandrov (1945), en Berliner Journal (1927) de Peter Sachse, en Das Buch von Berlin (1927) de Eugen Szatmari y Franz Hessel lo recomienda para hacer un paseo por la vida nocturna (1929). En la novela autobiográfica Berlin Mosaic: A Family Chronicle de Eva Tucker, Hugo lleva a Ruth a Eldorado de la Motzstraße, donde inicialmente queda abrumada. El irlandés Charles Bewley menciona el local de la Motzstraße en sus memorias, que fueron editadas por McCormack y publicadas 20 años después de su muerte. El periodista científico inglés James Gerald Crowther (1899–1983) describe en sus memorias como algunos amigos hacían gracias sobre el hecho de que su familia anfitriona viviera en la Motzstraße, a pesar de que en la calle estuviese el «famoso local de baile homosexual». Wyndham Lewis describe escandalizado el Eldoralo de la Motzstraße en su libro Hitler (1931), en el que describe a este como hombre de paz. En la guía de ciudades Germany on £10 de la serie Ten pound, todavía en 1934, el narrador cuenta en primera persona su visita con un nativo del local en la Motzstraße 15, que en verdad llevaba en ese momento dos años cerrado. Tiempo después de la II Guerra Mundial, el local tiene un papel importante en las obras de Ulrich Becher (1969), Michel Rachline (1979), Pierre-Jean Rémy (1985, Motzstraße) y la novela de 2006 Schule der Lügen («Escuela de las mentiras») de Wolfram Fleischhauer comienza en Eldorado del año 1926.
Ernst Fritsch y Otto Dix (tríptico Großstadt, 1927/1928) inmortalizaron el local en sus cuadros. Christian Schad (1894-1982), que más tarde también haría dos ilustraciones para el Führer durch das „lasterhafte“ Berlin («Guía por el Berlín 'libertino'»), Knutschloge (1929) y Adonisdiele (1930), pintó en 1927 el retrato del Graf St. Genois d’Anneaucourt, uno de sus cuadros más conocidos, en el que se alude de forma muy sutil a su carácter homosexual. El conde, que era miembro de la nobleza de la Europa Oriental y se encontraba en Viena en el exilio, se ve en el cuadro en traje de noche. A su izquierda se puede observar a la baronesa Glaser, que acompañaba al conde para mantener las convenciones sociales y que posiblemente —por lo menos durante un tiempo— mantuvo o deseó mantener una relación todavía más estrecha con él. A su derecha, según comentó el mismo pintor, se puede ver un conocido travestí de Eldorado. Ambas damas se echan miradas nada amables a espaldas del conde.
Eldorado también es mencionado en el primer disco de vinilo en el que se menciona abiertamente una relación amorosa homosexual. Gabriel Formiggini y su orquesta tocaron durante muchos años en Eldorado y el local de la Lutherstraße era prácticamente su hogar. Durante esta época se contrató entre primavera de 1927 a otoño de 1928 al cantante Theodor Lucas para que cantase los estribillos, lo único que se solía cantar. Con su voz se grabaron varios discos. A finales de 1929 y principios de 1930, uno de los mayores éxitos due la canción Am Sonntag will mein Süßer mit mir Segeln geh'n («El domingo, mi cariñito quiere salir a navegar a vela conmigo») de Robert Gilbert (letra) y Anton Profes (música), que todavía es bien conocido en la actualidad y que posiblemente fue grabado por primera vez por los Weintraubs Syncopators. La canción trata en tres estrofas cortas y un estribillo largo de varias mujeres trabajadoras que preparan su tiempo libre para el domingo, un análisis alegre y enfático con el nuevo fenómeno de la mujer trabajadora de clase media. A finales de 1929 y principios de 1930 Theo Lucas también grabó la canción con Karl Rockstroh en el piano, pero cambiando la tercera estrofa. Como autor de la letra solo se menciona a Robert Gilbert, pero no se sabe si el cambio también es suyo.

In der Eldorado-Bar

Saß ein Herr mit blondem Haar.

Ein Fräulein sprach: 'Sind sie am Sonntag allein?'

Da lachte der Blonde und sagte: 'Huch, nein!'

Refrain:

Am Sonntag will mein Süßer mit mir Segeln gehn

Sofern die Winde wehn, das wär doch wunderschön

Am Sonntag will mein Süßer mal mein Seemann sein

Mit mir im Sonnenschein so ganz allein. […]
En el bar Eldorado

Estaba sentado un hombre de cabello rubio.

Una señorita dijo: '¿Está ud. sólo el domingo?'

En esto se ríe el rubio y dice: 'Uich, ¡no!'

Estribillo: 

El domingo, mi cariñito quiere salir a navegar a vela conmigo

Tan lejos como soplen los vientos, eso sería maravilloso

El domingo, mi cariñito quiere ser mi marinero

Conmigo bajo el sol, así ambos solos […]

Am Sonntag will mein Süßer mit mir Segeln geh'n

Lucas cantaba el «Uich, ¡no!» y el último estribillo de forma muy afeminada, con lo que su interpretación caía en los clichés sobre homosexuales de los heterosexuales.

## El final
Como consecuencia del llamado Preußenschlag a finales de julio de 1932, Kurt Melcher se convirtió en jefe de la policía de Berlín y permaneció hasta 1933. Todavía en julio anunció una «profunda campaña contra la vida nocturna licenciosa de Berlín» y en octubre se ordenó que todos los locales de baile homosexuales fueran cerrados. En diciembre cerraron muchos Freundschaftslokale («Locales de amistad») y la hora de cierre oficial se adelantó a las 10 de la noche.
El 30 de enero de 1933 llegaron los nacionalsocialistas al poder y el 23 de febrero de 1933 el ministro de interior de Prusia que se cerrasen todos los bares «en los que se ha aprovechado para promocionar la inmoralidad». Especialmente se trataba de aquellos que «que frecuentan aquellos círculos que rinden homenaje la inmoralidad antinatural.» El 4 de marzo de 1933 el Berliner Tagblatt relataba el cierre de algunos locales el día anterior. Eldorado (ya) no es mencionado por el periódico. De los más de 100 locales para homosexuales, solo escaparon muy pocos el cierre y estos debían servir para vigilar el ambiente homosexual con más facilidad.